# 酸化ストロンチウム
酸化ストロンチウム（さんかストロンチウム、strontium oxide）はストロンチウムと酸素の化合物である。組成式はSrOで、強塩基性酸化物である。空気中でストロンチウムを燃焼すると、酸化ストロンチウムと窒化ストロンチウムSr3N2の混合物が得られる。炭酸ストロンチウムSrCO3の分解からも生成する。

## 合成方法
炭酸ストロンチウム、水酸化ストロンチウム、または硝酸ストロンチウムをるつぼに入れて強熱すると得られる
{\displaystyle {\ce {SrCO3 -> SrO\ + CO2}}}
{\displaystyle {\ce {Sr(OH)2 -> SrO\ + H2O}}}
{\displaystyle {\ce {2Sr(NO3)2 -> 2SrO\ + 4NO2\ + O2}}}

## 性質
無色の結晶または白色粉末で、立方晶系の塩化ナトリウム型構造をとり、その格子定数はa = 0.5144 nmである。
水中では激しく発熱しながら分解して水酸化ストロンチウムになる。
{\displaystyle {\ce {SrO\ + H2O -> Sr(OH)2}}}
高温でアルミニウムと反応させることにより単体のストロンチウムを生成する。
{\displaystyle {\ce {4SrO\ + 2Al -> 3Sr\ + SrAl2O4}}}

## 用途
カラーテレビのブラウン管のガラスには、発生するX線を遮蔽するために酸化ストロンチウムが約8%加えられている。